# Китаката рамэн
Кита́ката ра́мэн (яп. 喜多方ラーメン) — одна из трёх «главных» разновидностей рамэна, специфичного для города Китаката префектуры Фукусима.

## Один из трёх рамэнов Японии
Известен, как один из трёх «главных» рамэнов Японии, наряду с Хоккайдо и Хаката рамэнами. Основные отличия — толстая, слегка вьющаяся лапша и добавленные в бульон сушёные сардины. Также известен практически обязательным ломтем тясюнэ, обваренной в соевом соусе свиной рулькой.

## Интересные факты
- Город Китаката славится на всю Японию именно рамэном, на 37 тысяч жителей города приходится 120 рамэнъя («рамэнных»), что является абсолютным мировым рекордом в отношении количества рамэнъя на население города.
- Исторически, в Японии, рамэн (пшеничная лапша) произошёл от собы (гречневая лапша). Однако, вследствие популярности рамэна в Китакате, эти два понятия поменялись местами, и в Китакате соба означает рамэн, а саму собу называют нихон соба (японская соба).